# Alxasaurus elesitaiensis
Alxasaurus elesitaiensis ("ödla från Elesitai i Alxa-öknen") är en art tillhörande släktet Alxasaurus, en therizinosauroid från äldre delen av kritaperioden i Inre Mongoliet. Den är en av de tidigast kända medlemmarna i överfamiljen Therizinosauroidea, men den hade redan de senare therizinosauroidernas kroppsform, det vill säga en lång hals, kort svans och långa klor på händerna. Den påminner alltså om en medelmåttigt stor prosauropod. Så som andra medlemmar i gruppen gick den på bakbenen och hade en växtätares stora mage för att kunna bearbeta växtmaterial. Man har hittat flera exemplar, och det största var nästan 4 meter långt och mätte 1,5 meter upp till höften. Man har beräknat dess vikt till runt 350 - 400 kg.

## Namngivning
Alxasaurus döptes efter Alxa-öknen i Inre Mongoliet, även känd som "Alashan"-öknen. Namnet innehåller även det grekiska ordet σαυρος/sauros, som betyder 'ödla'. Den enda kända arten, A. elesitaiensis, är döpt efter Elesitai, en by som grundats i denna region, nära platsen där de fossila resterna av Alxasaurus påträffades.

## Fynd
Denna dinosaurie beskrevs och namngavs först av en kanadensisk paleontolog, Dale Russell, och hans kinesiske kollega, Dong Zhiming, i en vetenskaplig uppsats som publicerades år 1993. Men även om uppsatsen i praktiken publicerades i den sista volymen av Canadian Journal of Earth Sciences 1993, släpptes numret faktiskt inte förrän de första veckorna av 1994. Därmed uppges vissa källor det senare året som publikationstillfället istället.
Man har grävt fram fem Alxasaurus-skelett i Bayin Gobi-formationen i Inre Mongoliet. Den dateras till albianskedet under äldre krita, för mellan 112 och 99 miljoner år sedan. Holotypen, som anses exemplifiera släktet och arten, är det största och mest kompletta av de fem exemplaren. Skelettet består av underkäken med några tänder, samt många ben efter lemmarna, revben och ryggkotor, alla fem ben i korsbenet och de första nitton svanskotorna. Tillsammans representerar de fem skeletten alla benen i kroppen med undantag för hela kraniet.

## Beskrivning
Alxasaurus är den äldsta och antagligen mest primitiva therizionosauriden av alla, med tänder som påminner de hos Troödon och en relativt kort svans. Detaljerad morfologi visar ett nära släktskap till Therizinosauridae. Den hade mer tänder (det vill säga 40 stycken) i underkäken än det finns hos kända therizionosaurider, vilka skiljer sig från alxasauriderna med att sakna tänder längst fram i munnen.

### Ursprung
Medan skelettet visar upp många typiska drag för therizinosaurier totalt sett för kroppsformen och för tänderna, visar Alxasaurus' skelett även flera drag som finns hos mer typiska theropoder. Fyndet av detta djur gav betydelsefulla bevis för att therizinosaurier utvecklades ur theropoderna. Till exempel kan man bara finna det halvmånformade handlovsbenet i vristen hos maniraptorer, vilket också inkluderar oviraptorosaurier, dromeosaurider, troodontider och fåglar. Ännu mer basala therizinosaurier som Falcarius och den befjädrade Beipiaosaurus har sedan dess upptäckts med mer theropoda drag och har hjälpt till att fastställa denna anordning. Alxasaurus är nu tänkt att förfoga över en plats mellan den tidiga therizinosaurien Beipiaosaurus och senare släkten inom samma familj, som Erlikosaurus, Segnosaurus och Therizinosaurus själv (Clark o. a., 2004).

## Illustrationer
- The Dinosauricon
- Illustration av Alxasaurus benbyggnad samt konstruktion i blyerts.